# 古姆乡
古姆乡，是中华人民共和国西藏自治区阿里地区改则县下辖的一个乡镇级行政单位。

## 行政区划
古姆乡下辖以下地区：
森多村、岗如村和珠玛日村。